# Windows Server 2012
Windows Server 2012 (nazwa kodowa "Windows Server 8") – szóste wydanie Windows Server, wersja serwerowa systemu Windows 8 i następca Windows Server 2008 R2. Dwie wersje developerskie zostały udostępnione w fazie testów. System był dostępny do kupienia 4 września 2012 roku.
Odmiennie od swoich poprzedników Windows Server 2012 nie wspiera komputerów opartych na Itanium i posiada cztery edycje. Wiele właściwości zostało dodanych bądź poprawionych w porównaniu do Windows Server 2008 R2, jak np. zaktualizowana wersja Hyper-V, nowa wersja menedżera zadań oraz system plików ReFS. Dodatkowo system posiada interfejs Modern UI.

## Windows Server 2012 R2
Jest aktualizacją Windows Server 2012. Zawiera przeglądarkę
Internet Explorer 11.
Najistotniejsze zmiany:
- Automatyczne warstwowanie (ang. Automated Tiering) - najczęściej otwierane pliki są automatycznie składowane na najszybszych mediach - na przykład dyskach SSD[1]
- Deduplikacja plików VHD - mniejsza przestrzeń zajmowana przez pliki VHD w sytuacji, gdy pliki mają podobną zawartość[1]
- Windows PowerShell w wersji 4, który zawiera platformę zarządzającą Desired State Configuration (DSC)
- Zintegrowane wsparcie dla Office 365
- Przywrócony przycisk "Start"[2]
- Druga generacja maszyn wirtualnych - z możliwością tworzenia maszyn wirtualnych opartych na UEFI
- Wykorzystywanie syntetycznych sterowników sprzętowych zamiast emulatorów sterowników
- Bootowanie z SCSI

## Cechy

### Opcje instalacji
Odmiennie od swoich poprzedników, Windows Server 2012 może być zainstalowany w trybach "Server Core" oraz "Server z GUI" bez pełnej reinstalacji. Server Core - opcja z dostępem tylko do linii poleceń - jest teraz rekomendowaną wersją. Jest również trzecia opcja instalacji dostępna wyłącznie w systemach Windows 8, która pozwala używać niektórych elementów GUI takich jak MMC, lecz bez dostępu do normalnego pulpitu, powłoki systemu bądź Eksploratora Windows.

### Interfejs użytkownika
Menadżer Serwera został przeprojektowany z naciskiem na ułatwienie zarządzania wieloma serwerami. System tak jak Windows 8 korzysta z interfejsu Modern UI, chyba że został zainstalowany w opcji "Server Core". W tej wersji Windows PowerShell posiada ponad 2300 komend w porównaniu do około 200 w Windows Server 2008 R2. Nacisk postawiono na to, aby w PowerShellu można było wykonać każdą czynność z GUI administratora (taką, którą da się "wyklikać").

### Menadżer zadań
Windows Server 2012 zawiera również nową wersję menadżera zadań, będącą okrojoną wersją tego programu z Windows 8. Domyślnie pokazana jest tylko karta aplikacji, pozostałe są ukryte. Rozwinięcie szczegółów pokazuje kartę ukazującą listę procesów, ich okien oraz obciążenie CPU i zajętość pamięci RAM różnicując odcień żółci w zależności od udziału danego procesu w całkowitym użyciu zasobów. Klasyczny widok umożliwiający użytkownikowi wybór kolumn, gdzie podstawową jednostką jest pojedynczy proces dostępny jest jako Szczegóły (łatwy skok do konkretnego wiersza jest możliwy przez wybranie klawiszem podręcznym odpowiedniej pozycji w menu właściwości programu podstawowego widoku). Karta wydajność zawiera tradycyjne wykresy CPU, RAM i każdej karty sieciowej z osobna oraz wyświetla szczegóły, np. liczbę wątków. Nowa karta Użytkownicy pozwala sprawdzić zajęte przez każdego użytkownika zasoby i jakie procesy uruchomił. Można także nimi zarządzać. Ostatnią kartą są Usługi - uproszczony Menadżer Usług (services.msc) informujący także o PID procesu utrzymującego daną usługę.

### Skalowalność
Windows Server 2012 wspiera następujące maksymalne specyfikacje. Jest to spore ulepszenie w stosunku do poprzednika Windows Server 2008 R2.:
| Specification                                          | Windows Server 2012 | Windows Server 2008 R2 |
| ------------------------------------------------------ | ------------------- | ---------------------- |
| Fizyczne procesory                                     | 64                  | 64                     |
| Logiczne procesory gdy Hyper-V wyłączone               | 640                 | 256                    |
| Logiczne procesory gdy Hyper-V włączone                | 320                 | 64                     |
| Pamięć RAM                                             | 4 TB                | 2 TB                   |
| Awaryjne węzły klastra (w każdym pojedynczym klastrze) | 64                  | 16                     |

## Wymagania systemowe
| Procesor               | 1.4 GHz, X86-64 |
| RAM                    | 512 MB          |
| Wolne miejsce na dysku | 32 GB           |

Windows Server 2012 działa tylko na procesorach opartych na architekturze X86-64. W przeciwieństwie do poprzedniej wersji Windows Server, nie wspiera procesorów Itanium.
Aktualizacje z wersji Windows Server 2008 oraz Windows Server 2008 R2 są wspierane.

## Modele licencyjne Windows Server 2012 R2
Wyróżnia się podział na dwa główne modele licencyjne:
I model - serwer bez licencji dostępowych CAL (Windows Server 2012 Essentials; Windows Server 2012 Foundation)
II model - procesor + licencja CAL (Windows Server 2012 Datacenter; Windows Server 2012 Standard)
Licencje CAL nie są wymagane w celu uzyskania dostępu do oprogramowania serwera obsługującego obciążenie sieci WWW lub HPC, oraz do uzyskania dostępu w Fizycznym Środowisku Systemu Operacyjnego, wykorzystywanym wyłącznie do udostępnienia Wirtualnych Środowisk Systemu Operacyjnego i zarządzania nimi.

## Edycje
Windows Server 2012 ma cztery edycje: Foundation, Essentials, Standard i Datacenter.
| Opcja                                           | Foundation | Essentials | Standard | Datacenter |
| ----------------------------------------------- | ---------- | ---------- | -------- | ---------- |
| Dystrybucja                                     | tylko OEM  |            |          |            |
| Model licencjonowania                           |            |            |          |            |
| Limit procesorów                                | 1          | 2          | 64       | 64         |
| Limit użytkowników                              | 15         | 25         | brak     | brak       |
| Network Policy and Access Services limits       |            |            | T        | T          |
| Remote Desktop Services limits                  |            |            | T        | T          |
| Virtualization rights                           | —          |            |          | T          |
| DHCP role                                       | T          | T          | T        | T          |
| DNS server role                                 | T          | T          | T        | T          |
| Fax server role                                 | T          | T          | T        | T          |
| UDDI Services                                   | T          | T          | T        | T          |
| Print and Document Services                     | T          | T          | T        | T          |
| Web Services (Internet Information Services)    | T          | T          | T        | T          |
| Windows Deployment Services                     | T          | T          | T        | T          |
| Windows Server Update Services                  | T          | T          | T        | T          |
| Active Directory Lightweight Directory Services | T          | T          | T        | T          |
| Active Directory Rights Management Services     | T          | T          | T        | T          |
| Application server role                         | T          | T          | T        | T          |
| Server Manager                                  | T          | T          | T        | T          |
| Windows Powershell                              | T          | T          | T        | T          |
| Active Directory Domain Services                |            |            | T        | T          |
| Active Directory Certificate Services           |            |            | T        | T          |
| Active Directory Federation Services            | [ 5 ]      | N          | T        | T          |
| Tryb Server Core                                | N          | N          | T        | T          |
| Hyper-V                                         | N          | N          | T        | T          |